# Grejnarov
Grejnarov je původně renesanční statek u Netolic na rozcestí silnice číslo 122 z Netolic do Lhenic a místní komunikace do obce Lužice. Tuto usedlost obýval na přelomu 16. a 17. století rod Grejnarů, úředníků při rožmberském dvoře.
Dnes je Grejnarov využíván jako jezdecká stáj.
Možnost ustájení koní, jezdecká škola.